# Тактический фонарь

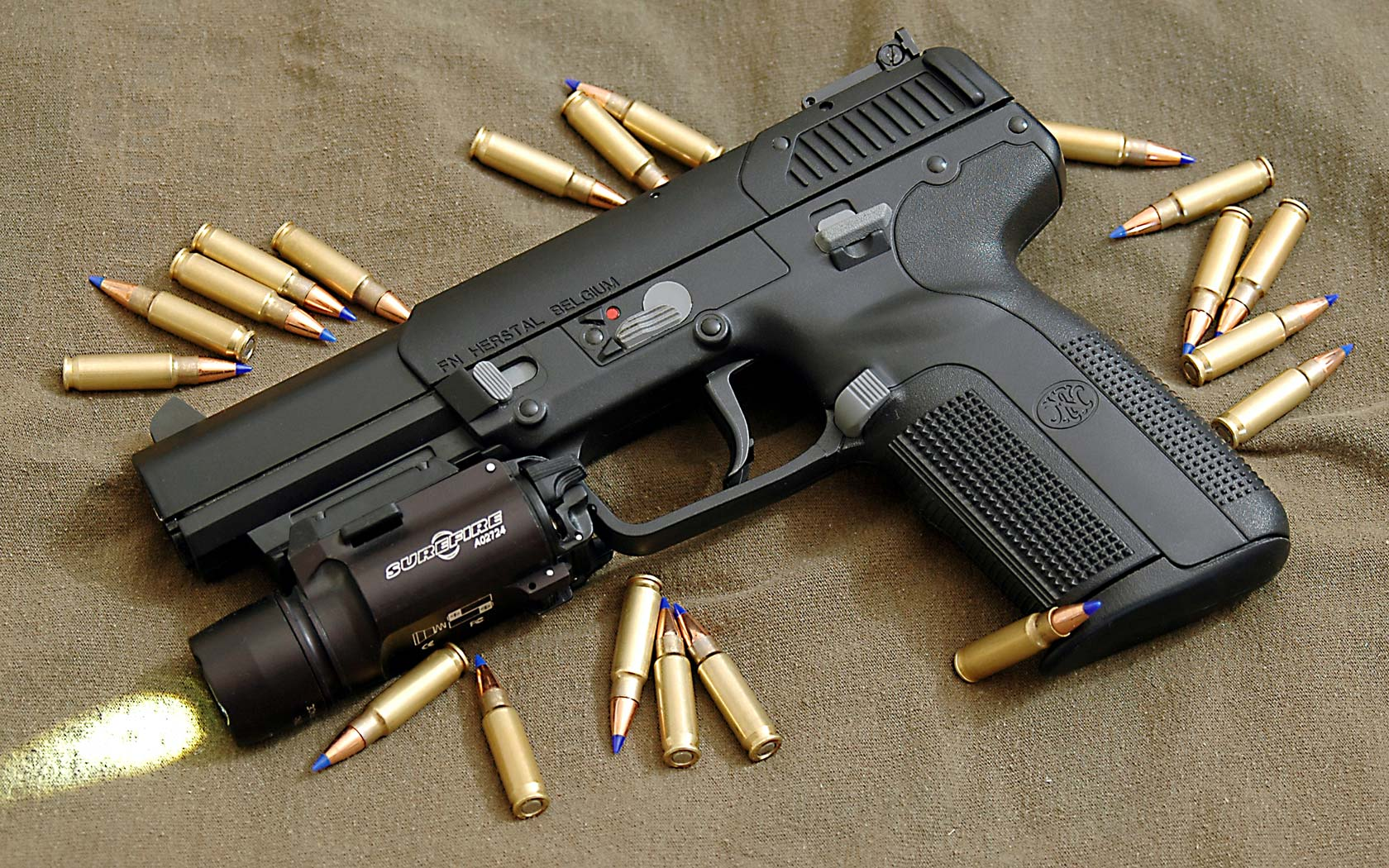
Подствольный фонарь на пистолете FN Five-seven

Тактический фонарь (подствольный фонарь) — фонарь, используемый совместно с огнестрельным оружием для подсветки цели, кроме того, может использоваться для временного ослепления и дезориентации противника. Тактические фонари бывают как ручными, так и устанавливаемыми на оружие.

## История
Разработка тактических фонарей для стрелкового оружия имеет длительную историю.
Так, 18 мая 1927 года в СССР была зарегистрирована заявка на изобретение электрического фонаря с креплением специальной конструкции для установки на револьвер "наган".

## Ручные фонари

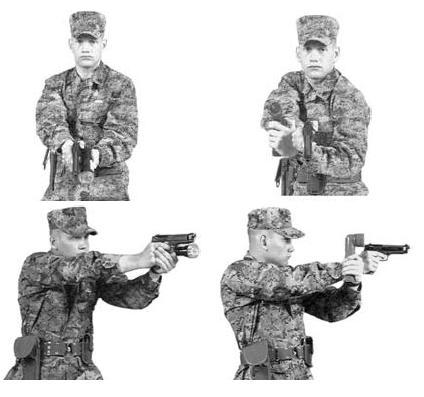
Применение ручного тактического фонаря с пистолетом

Ручные тактические фонари как правило применяются только с пистолетами и револьверами, поскольку оружие бо́льшего размера (ружья, винтовки и т. д.) удерживается обеими руками. Хотя почти любой ручной фонарь при определённых навыках может использоваться в качестве тактического, специально сконструированные для этой цели фонари имеют особенности, делающие их применение более удобным и надёжным.

## Фонари, устанавливаемые на оружие
Тактические фонари, устанавливаемые на оружие, позволяют стрелку использовать обе руки для работы с оружием. Как правило, этот тип тактических фонарей применяется совместно с ружьями, винтовками и другим оружием относительно большого размера. Такие фонари разрабатываются таким образом, чтобы противостоять жёстким условиям эксплуатации (сильная вибрация, удары, брызги и т. д.) поэтому, как правило, они стоят дороже по сравнению с ручными фонарями. Одна из особенностей фонарей, устанавливаемых на оружие, является то, что они всегда направлены параллельно стволу и, чтобы осветить объект, стрелку необходимо перенацелиться на него. В этом есть определенный плюс: достаточно хорошо сфокусированный фонарь может быть использован в качестве целеуказателя. Однако, чтобы осветить объект, не перемещая оружия, требуется дополнительный источник света.
Изначально крепление фонаря было различным для каждой модели оружия, однако за последние два десятилетия наблюдается тенденция к унификации крепления. Изначально внедрение стандартов происходило в вооружённых силах различных стран. Со временем унификация креплений перетекла и на рынок гражданского оружия.
Например многие виды оружия, оснащённые универсальным креплением (планка Пикатинни или планка Вивера), могут быть оснащены любым тактическим фонарём при помощи специальных креплений. Крепления устанавливаются на планку. Само крепление это, как правило, разъёмное кольцо, надёжно удерживающее фонарь на оружии.

## Особенности
Важное отличие тактического фонаря от ручного — способность выдерживать отдачу при стрельбе. То есть — тактический фонарь не перестаёт работать во время стрельбы, не смещается относительно оружия и не прерывает свою работу. Большинство тактических фонарей имеет круглый корпус диаметром 1 дюйм (25,4 мм), под эти параметры выпускается большинство колец, устанавливаемых на планки.
Большинство тактических фонарей имеют выносную кнопку управления питанием. В большинстве случаев такая кнопка — опция, она докупается отдельно. Но встречаются модели, у которых выносная кнопка является неотъемлемой частью фонаря. Выносная кнопка соединяется с корпусом фонаря гибким проводом (бывает как витым, так и прямым). Существуют и радиоуправляемые тактические фонари . Поскольку тактические фонари предназначены для использования совместно с оружием в различных критических ситуациях, при их разработке высший приоритет отдаётся надёжности.

### Питание
Для питания тактических фонарей применяются различные виды батарей и аккумуляторов:
- Литиевые батареи — очень низкий саморазряд (длительное время хранения), высокая ёмкость на единицу веса, пологая разрядная характеристика, хорошая работа при низких и высоких температурах, высокая цена.
  - Li-ion аккумуляторы 18650 — самый популярный формат аккумуляторов для фонарей в настоящее время. Сочетает в себе очень высокую ёмкость и низкий саморазряд. Недостаток — быстро садятся при низких температурах (от -10 градусов)[3].
- Щелочные батареи — очень низкий саморазряд (длительное время хранения), спадающая разрядная характеристика, хорошая работа при низких и высоких температурах, невысокая цена.
- Никель-металл-гидридные аккумуляторы — высокий саморазряд (небольшое время хранения в заряженном виде), спадающая разрядная характеристика, неплохая работа при низких и высоких температурах, средняя цена.

### Источник света
Источник света при разработке фонаря выбирается в зависимости от необходимой световой отдачи и времени работы. Обычно используются высокоэффективные источники — галогенные лампы накаливания с ксеноновым заполнением либо мощные светодиоды. Хотя галогенные лампы — достаточно старая технология, они до сих пор превосходят светодиоды по максимально достижимому световому потоку, хотя и сильно уступают им по энергоэффективности и времени жизни. В результате фонари на галогенных лампах дают мощный поток света, однако быстро истощают батареи и часто требуют замены ламп. Светодиоды же имеют высокую эффективность и срок службы, однако проигрывают по максимально достижимой яркости.
Для примера рассмотрим современные подствольные (тактические) фонари одного класса от компаний EagleTac и Fenix (характеристики - по стандарту ANSI/NEMA FL-1/2009)
|                                     | EagleTac T200C2 | EagleTac S200C2 | EagleTac G25C2 Mk II | EagleTac M25C2 | Fenix TK09 | Fenix TK22 (2014) |
| ----------------------------------- | --- | --- | --- | --- | --- | --- |
| Светодиод                           | Cree XM-L2 | Cree XM-L2 | Cree XM-L2 | Cree XM-L2 | Cree XP-G2 R5 | Cree XM-L2 U2 |
| Оттенок                             | XM-L2 U2 - холодный белый XM-L2 T6 - нейтральный белый | XM-L2 U2 - холодный белый XM-L2 T6 - нейтральный белый | XM-L2 U2 - холодный белый XM-L2 T6 - нейтральный белый | XM-L2 U2 - холодный белый XM-L2 T6 - нейтральный белый | Холодный белый | Холодный белый |
| Максимальный световой поток         | 913 ANSI люмен (XM-L2 U2) 849 ANSI люмен (XM-L2 T6) | 915 ANSI люмен (XM-L2 U2) 857 ANSI люмен (XM-L2 T6) | 980 ANSI люмен (XM-L2 U2) 911 ANSI люмен (XM-L2 T6) | 980 ANSI люмен (XM-L2 U2) 911 ANSI люмен (XM-L2 T6) | 450 ANSI люмен | 920 ANSI люмен |
| Драйвер                             | C3000 TS | C3000 TS | C3300 Extreme, КПД (эффективность) до 95% | C3300 Extreme 4, эффективность до 95% | - | - |
| Максимальная дальность освещения    | 246 метров (XM-L2 U2) 238 метров (XM-L2 T6) | 381 метр (XM-L2 U2) 366 метров (XM-L2 T6) | 295 метров (XM-L2 U2) 284 метра (XM-L2 T6) | 498 метров (XM-L2 U2). В варианте M25C2 Turbo - до 640 метров | 230 метров | 275 метров |
| Угол центрального светового потока  | 6,9 градусов | 6 градусов | 6,9 градусов | 5,7 градуса | - | - |
| Угол боковой засветки               | 54 градуса | 57,2 градуса | 58 градусов | 53,1 градуса | - | - |
| Диапазон рабочего напряжения        | От 2,7 В до 8,4 В | От 2,7 В до 8,4 В | От 2.7 В до 12.6 В | От 2.7 В до 12.6 В | - | - |
| Тип и количество элементов питания  | 1 x 18650 или 2 x CR123A, или 2 x RCR123A / 16340. С удлинителем корпуса - до 2 АКБ 18650                                                                      | 1 x 18650 или 2 x CR123A, или 2 x RCR123A / 16340. С удлинителем корпуса - до 2 АКБ 18650                                                                      | Базовая комплектация - 1 x 18650 или 2 x CR123A, или 2 x RCR123A / 16340. С удлинителями корпуса - до 3 АКБ 18650 или до 4 батареек CR123A, или до 3 АКБ RCR123A / 16340. | Базовая комплектация - 1 x 18650 или 2 x CR123A, или 2 x RCR123A / 16340. С удлинителями корпуса - до 3 АКБ 18650 или до 4 батареек CR123A, или до 3 АКБ RCR123A / 16340. | 1 x 18650 или 2 x CR123A | 1 x 18650 или 2 x CR123A |
| Управление                          | Включение / выключение - торцевой кнопкой. Смена режимов - поворотом головной части. Бесшумное (тактическое) включение - неполным нажатием на торцевую кнопку. | Включение / выключение - торцевой кнопкой. Смена режимов - поворотом головной части. Бесшумное (тактическое) включение - неполным нажатием на торцевую кнопку. | Включение / выключение - торцевой кнопкой. Смена режимов - поворотом головной части. Бесшумное (тактическое) включение - неполным нажатием на торцевую кнопку. | Включение / выключение - торцевой кнопкой. Смена режимов - поворотом головной части. Бесшумное (тактическое) включение - неполным нажатием на торцевую кнопку. | Включение / выключение - торцевой кнопкой. Смена режимов - коротким полунажатием на торцевую кнопку. Бесшумное (тактическое) включение - неполным нажатием на торцевую кнопку. | Включение / выключение - торцевой кнопкой. Смена режимов - боковой кнопкой. Бесшумное (тактическое) включение - неполным нажатием на торцевую кнопку.                    |
| Основные режимы                     | Турбо - 913 ANSI люмен Средний - 264 ANSI люмен Минимальный - 9 ANSI люмен                                                                                     | Турбо - 915 / 857 ANSI люмен Средний - 265 / 246 ANSI люмен Минимальный - 9 / 8 ANSI люмен                                                                     | Турбо - 980 / 911 ANSI лм Максимальный - 449 / 418 ANSI лм Средний - 86 / 80 ANSI лм Минимальный - 7 / 6 ANSI лм | Турбо - 980 / 911 ANSI лм Максимальный - 449 / 418 ANSI лм Средний - 86 / 80 ANSI лм Минимальный - 7 / 6 ANSI лм | Турбо - 450 ANSI люмен Средний - 130 ANSI люмен Минимальный - 15 ANSI люмен | Турбо - 920 ANSI люмен (при использовании 2 CR123A кратковременно до 1000 ANSI люмен) Максимальный - 400 ANSI люмен Средний - 120 ANSI люмен Минимальный - 10 ANSI люмен |
| Специальные режимы                  | Отсутствуют | Отсутствуют | Стробоскоп Быстрые вспышки на 100% яркости с частотой 1.7 Гц Сигнал S.O.S Аварийный маячок Редкие вспышки на пониженной яркости 4% с частотой 0.4Гц Экономичный - 141 / 131 ANSI лм                                                                                                | Стробоскоп Быстрые вспышки на 100% яркости с частотой 1.7 Гц Сигнал S.O.S Аварийный маячок Редкие вспышки на пониженной яркости 4% с частотой 0.4Гц Экономичный - 141 / 131 ANSI лм                                                                                                | Отсутствуют | Стробоскоп |
| Продолжительность работы на режимах | Турбо - 1 ч 30 мин (1x18650) / 48 мин (2xCR123A) Средний - 5 ч 24 мин (1x18650) / 3 ч 42 мин (2xCR123A) Минимальный - 150 ч (1x18650) / 100 ч (2xCR123A)       | Турбо - 1 ч 30 мин (1x18650) / 48 мин (2xCR123A) Средний - 5 ч 24 мин (1x18650) / 3 ч 42 мин (2xCR123A) Минимальный - 150 ч (1x18650) / 100 ч (2xCR123A)       | Турбо - 1 ч 47 мин (1х18650) / 1 ч (2хCR123A) Максимальный - 3 ч 20 мин (1х18650) / 1 ч 54 мин (2хCR123A) Средний - 18 ч 45 мин (1x18650) / 11 ч (2хCR123A) Минимальный - 122 ч 50 мин (1x18650) / более 100 часов (2хCR123A) Экономичный - 11 ч 51 мин (1x18650) / 7 ч (2хCR123A) | Турбо - 1 ч 47 мин (1х18650) / 1 ч (2хCR123A) Максимальный - 3 ч 20 мин (1х18650) / 1 ч 54 мин (2хCR123A) Средний - 18 ч 45 мин (1x18650) / 11 ч (2хCR123A) Минимальный - 122 ч 50 мин (1x18650) / более 100 часов (2хCR123A) Экономичный - 11 ч 51 мин (1x18650) / 7 ч (2хCR123A) | Турбо - 2 ч Средний - 7 ч Минимальный - 65 ч | Турбо - 1 ч 30 мин Максимальный - 3 ч 45 мин Средний - 15 ч 45 мин Минимальный - 150 ч                                                                                   |
| Габаритные размеры                  | Длина - 141 мм Диаметр головной части - 33 мм Диаметр корпуса - 25.4 мм (1 дюйм).                                                                              | Длина - 155 мм Диаметр головной части - 47 мм Диаметр корпуса - 25,4 мм (1 дюйм)                                                                               | Длина - 150 мм Диаметр головной части - 39.5 мм Диаметр корпуса - 25.4 мм (1 дюйм). | Длина - 176 мм Диаметр головной части - 62 мм Диаметр корпуса - 25.4 мм (1 дюйм). | Длина - 130 мм Диаметр головной части - 34 мм Диаметр корпуса - 25.4 мм (1 дюйм).                                                                                              | Длина - 147 мм Диаметр головной части - 40 мм Диаметр корпуса - 25.4 мм (1 дюйм).                                                                                        |
| Вес фонаря                          | 122 грамма (без элементов питания) 170 грамм (с 1 АКБ 18650)                                                                                                   | 165 грамм (без элементов питания) 210 грамм (1 х 18650) | 138 грамм (без элементов питания) | 295 грамм (без элементов питания) | 114 грамм (без элементов питания) 154 грамма (1 x 18650) | 157 грамм (без элементов питания) |
| Светофильтры                        | Отсутствуют | Отсутствуют | Базовая версия - опционально (приобретаются отдельно). KIT- версия - в комплекте. | Опционально (приобретаются отдельно). Совместимые светофильтры - EagleTac ET57 RGBY Filter Kit | Опционально (приобретаются отдельно). Совместимые светофильтры Fenix AOF-S+ | Опционально (приобретаются отдельно). Совместимые светофильтры Fenix AOF-L                                                                                               |
| Выносная кнопка                     | Опционально (приобретается отдельно). Совместимые выносные кнопки: Выносная кнопка G-серии с витым шнуром 5,5" Выносная кнопка G-серии с прямым шнуром 7"      | Опционально (приобретается отдельно). Совместимые выносные кнопки: Выносная кнопка G-серии с витым шнуром 5,5" Выносная кнопка G-серии с прямым шнуром 7"      | Опционально (приобретается отдельно). Совместимые выносные кнопки: Выносная кнопка G-серии с витым шнуром 5,5" Выносная кнопка G-серии с прямым шнуром 7" | Опционально (приобретается отдельно). Совместимые выносные кнопки: Выносная кнопка G-серии с витым шнуром 5,5" Выносная кнопка G-серии с прямым шнуром 7" | Опционально (приобретается отдельно). Совместимая выносная кнопка - Fenix AR102                                                                                                | Опционально (приобретается отдельно). Совместимая выносная кнопка - Fenix AR102                                                                                          |

Также рассмотрим популярные ранее модели, выпускаемые фирмой SureFire на галогенных лампах и светодиодах:
|                                | E1E Executive Elite           | E1L Outdoorsman                        | E2E Executive Elite           | E2L Outdoorsman                        |
| ------------------------------ | ----------------------------- | -------------------------------------- | ----------------------------- | -------------------------------------- |
| Источник питания               | литиевый элемент 123A (1 шт.) | литиевый элемент 123A (1 шт.)          | литиевый элемент 123A (2 шт.) | литиевый элемент 123A (2 шт.)          |
| Источник света                 | галогенная лампа              | светодиод                              | галогенная лампа              | светодиод                              |
| Максимальная яркость           | 15 люмен                      | 45 люмен                               | 60 люмен                      | 60 люмен                               |
| Время работы при макс. яркости | 1,5 час.                      | 8,5 час.                               | 1,25 час.                     | 11 час                                 |
| Срок службы лампы              | 30 час. (до перегорания)      | 50000 час (до падения яркости на 50 %) | 30 час. (до перегорания)      | 50000 час (до падения яркости на 50 %) |